# L'imbroglione
L'imbroglione è stato un programma televisivo italiano di genere game show, andato in onda su Canale 5 nell'estate 2004 nella fascia del preserale. Il game show era trasmesso dal 7 giugno al 4 settembre con una pausa nella prima metà di agosto per un totale di 66 puntate, con la conduzione di Enrico Papi, al suo primo quiz sulla rete ammiraglia Mediaset.

## La trasmissione
L'imbroglione andava in onda nella fascia preserale, ed era il primo quiz che per il periodo estivo ha sostituito la trasmissione di Gerry Scotti Passaparola. Basato sul format americano Dirty Rotten Cheater, trasmesso su PAX (oggi Ion Television) nel 2003 dal 6 gennaio al 14 aprile. Lo stesso format era stato esportato anche in alcuni paesi, come ad esempio nel Regno Unito, in Francia, in Giappone, in Polonia, in Ungheria e in India.
Gli autori dell'edizione italiana, prodotta da Magnolia, erano Pietro Gorini, Francesca Capua, Pier Luigi Renai, Nicola De Feo, Giuseppe Scarpa e Giovanni Riva Berni. Facevano parte del cast anche quattro ragazze che componevano il corpo di ballo, le "sondaggine" Perla Francalanci, Anna Gigli Molinari, Aliuska Guzman Aras e Marica Giannini, coreografate da Marco Odoni (Marica, Perla e Aliuska vengono dall'appena terminata versione "Scala e vinci" di Sarabanda, gioco di Italia 1 condotto da Papi stesso).

### Introduzione
Il programma si svolgeva con sei concorrenti, che all'inizio di ogni puntata, venivano sempre introdotti facendoli avvicinare alle loro postazioni dotate di monitor; quando aprivano i loro coperchi dovevano sempre rispondere alla fatidica domanda posta dalla voce fuori campo (che era dello stesso Enrico Papi, che parlava prima della sua entrata in studio): "Sei tu l'Imbroglione?", e a loro risposta dicevano tutti: "No, non sono io l'Imbroglione", anche se un Imbroglione ci sarà certamente.

### Svolgimento
Il gioco era strutturato in cinque round, le cui domande erano esclusivamente basate su sondaggi d'opinione degli italiani. I primi quattro round erano costituiti da un'unica prova, nella quale i concorrenti rispondevano ad un determinato sondaggio, di cui dovevano cercare di indovinare gli elementi: quando davano una risposta esatta, guadagnavano soldi nel momento in cui codesta risposta appariva (in base al suo valore) nella principale classifica dei valori di risposta; mentre invece se ne davano una sbagliata essa non appariva nella classifica e non guadagnavano niente. La classifica delle risposte era composta da 10 posizioni, e i loro valori sono di:
- 1) € 250
- 2) € 500
- 3) € 750
- 4) € 1.000
- 5) € 1.250
- 6) € 1.500
- 7) € 1.750
- 8) € 2.000
- 9) € 2.250
- 10) € 2.500

L'Imbroglione, durante lo svolgimento dei round, poteva vedere la stessa classifica scritta direttamente sul suo monitor e costruirsi il suo montepremi, avendo però dei rischi e dovendo quindi stare attento a non farsi scoprire: quando dava una risposta esatta ad alto valore (ad esempio di € 2.000) poteva far crescere agli altri concorrenti i sospetti verso di lui; oppure, quando dava la risposta a basso valore ogni sospetto verso di lui (sempre degli altri concorrenti) si allontanava. Alla fine solo dei primi tre round, venivano dati dei soldi bonus ai tre concorrenti che, nel corso del gioco, avevano accumulato di più: al primo venivano dati € 10.000, al secondo € 7.500 e al terzo € 5.000. Poi si procedeva con l'eliminazione dei concorrenti, ma prima loro stessi davano la loro opinione su chi tra loro sia l'Imbroglione, accusandosi l'un l'altro. Nel gioco, in base ai round, i metodi di eliminazione sono diversi:
- Dopo i primi tre round, i concorrenti si accusavano utilizzando delle schede con i loro nomi: poi loro li mostravano, e il concorrente che riceveva più di tre accuse veniva eliminato, invece, se nessuno degli accusati ha avuto più di tre voti, era l'Imbroglione stesso a decidere chi eliminare premendo il pulsante rosso;
- Dopo il quarto round, invece, era il pubblico in studio a decidere (per i tre concorrenti rimasti in gara) chi per loro era l'Imbroglione: veniva eliminato quello che riceveva più del 50% dei voti.

Infine, dopo che il concorrente veniva eliminato dalla gara, esso poteva avere due importanti rivelazioni da fare:
- Se diceva che era l'Imbroglione veniva ufficialmente eliminato, e i concorrenti che l'avevano scoperto in gara si tenevano tutto il loro montepremi facendo anche designare, in uno di loro, il "nuovo Imbroglione". Invece, coloro che non avevano scoperto l’imbroglione vedevano dimezzarsi il proprio montepremi;
- Se invece diceva che non era l'Imbroglione tutti i montepremi dei concorrenti venivano dimezzati, e gli veniva data la possibilità di prendere parte all'ultimo round per il montepremi finale.

#### Prove intermedie
- In ordine: Dopo il terzo round, come prova intermedia, i concorrenti in due minuti dovevano mettere nel corretto ordine otto risposte per ordine di preferenza ad un determinato quesito al quale hanno risposto il campione di italiani interpellato. Ad ogni errore, il concorrente passava la mano di gioco all'avversario che doveva ricominciare da capo a dare il corretto ordine. Il concorrente che aveva risolto correttamente la graduatoria guadagnava 2.000 €, altrimenti, se nessuno dei concorrenti aveva risolto entro il limite di tempo del gioco l'ordine corretto non si vinceva nulla.
- Trova il filo: Dopo il quarto round, ogni concorrente doveva indovinare l'oggetto, il personaggio o il quesito legato da una serie di dieci indizi che venivano dati. Se il concorrente, indovinava al primo indizio la risposta, guadagnava 2.500 €, altrimenti, passava la mano ad un avversario che riceveva un altro indizio e il montepremi della manche scendeva a 2.250 € a scendere, fino a che un concorrente rispondesse correttamente.

#### Quinto ed ultimo round
Il quinto ed ultimo round del programma era diviso in due giochi:
- La domanda: I due finalisti dovevano rispondere a quattro domande di cultura generale a scelta multipla con tre opzioni di risposta. Ad ogni risposta esatta, il concorrente guadagnava 500 €, altrimenti, venivano sottratti dal suo montepremi.
- Questo o Quello: In questo gioco, i due concorrenti rimasti ancora in gara dovevano rispondere ognuno a quattro domande basate su un sondaggio al quale hanno risposto gli italiani con due opzioni di risposta. Ad ogni risposta, il concorrente guadagnava 500 €, altrimenti, regalava 500 € al suo avversario.

Al termine della prova, il pubblico in studio tramite telecomando, doveva decidere in maggioranza chi tra di loro era l'imbroglione, poi, i due concorrenti in gara dovevano dire chi era realmente quest'ultimo.
Una volta scoperto l'imbroglione, tutti e due i concorrenti, dovevano avvicinarsi ad una teca contenente il montepremi accumulato nella puntata in contanti, ed aprirla iniziando dall'imbroglione. Se l'imbroglione nell'aprire la teca, vedeva il suo montepremi rimanere in piedi senza cadere nella botola vinceva la puntata mettendo le mani sulle banconote se non è stato scoperto dal pubblico, altrimenti se era stato scoperto dal pubblico vedeva il suo montepremi cadere nella botola posta sotto la teca e non vinceva nulla.
L'avversario, per vincere il montepremi accumulato nella puntata, se è stato scoperto l'imbroglione, doveva risolvere un determinato quesito al quale hanno risposto gli italiani interpellati mettendo in ordine le quattro risposte per ordine di preferenza. Una volta risposto alla domanda, il concorrente doveva girare le manopole numerate corrispondenti alle risposte date ed aprire la teca contenente il suo montepremi in contanti. Se l'ordine era corretto, il giocatore vinceva la puntata mettendo le mani sulle banconote, altrimenti, vedeva sprofondare nella botola sotto la teca il suo montepremi senza vincere nulla.
In ogni caso, il vincitore della puntata non prendeva parte a quella successiva.